# Jungang-dong, Seongnam
Jungang-dong (koreanska: 중앙동)  är en stadsdel i staden Seongnam i provinsen Gyeonggi, 21 km sydost om huvudstaden Seoul. Den ligger i stadsdistriktet Jungwon-gu.